# Почтовые марки России (2022)

Почтовые марки России (2022) — каталог знаков почтовой оплаты (марок, блоков, листов), введённых в обращение «Почтой России» в 2022 году.

## Список коммеморативных марок
Порядок следования элементов в таблице соответствует номеру по каталогу марок России на официальном сайте издатцентра «Марка», в скобках приведены номера по каталогу «Михель».

## Таблица
| № | Изображение | Описание | Номинал  | Дата        | Тираж | Художник                               | П      |
| --- | ----------- | --- | -------- | ----------- | --- | -------------------------------------- | ------ |
| № 2858 (Mi #RU 3082)                                                                                     |             | Серия «Лауреаты Нобелевской премии». 100 лет со дня рождения Н. Г. Басова (1922—2001), учёного, основоположника квантовой электроники. | 50 руб.  | 12 января   | 117 000 13 000 | Савина О., Подобед М.                  | [ 3 ]  |
| № 2859 (Mi #RU 3083)                                                                                     |             | Выпуск по программе «Европа». Истории и мифы | руб.     | 20 января   | 132 000 11 000 | Ватолина В., Карпова Н.                | [ 4 ]  |
| № 2860 (Mi #RU 3084) № 2861 (Mi #RU 3084) № 2862 (Mi #RU 3084) № 2863 (Mi #RU 3084)                      |             | Фауна России. Певчие птицы. - Черноголовая овсянка - Желтоголовый королёк - Сойка - Зарянка | 25 руб.  | 27 января   | 70 000 35 000 70 000 35 000 70 000 35 000 70 000 35 000                                                                                     | Карпова Н.                             | [ 5 ]  |
| № 2864 (Mi #RU 3088) № 2865 (Mi #RU 3089) № 2866 (Mi #RU 3090) № 2867 (Mi #RU 3091)                      |             | Серия «Государственные награды Российской Федерации. Медали». - Медаль «Луки Крымского» - Медаль «За труды в культуре и искусстве» - Медаль «За труды по сельскому хозяйству» - Медаль «За развитие железных дорог» | 60 руб.  | 2 февраля   | 88 000 11 000 88 000 11 000 88 000 11 000 88 000 11 000                                                                                     | Ульяновский И.                         | [ 6 ]  |
| № 2868                                                                                                   |             | Почтовый блок — Российская академия художеств. 100 лет со дня рождения Б. С. Угарова (1922—1991), художника, президента Академии художеств СССР. Мелованная Офсет + бронзовая паста + частичная лакировка + защитный комплекс | 100 руб. | 7 февраля   | 25 000 | Савина О.                              | [ 7 ]  |
| № 2868А                                                                                                  |             | Почтовый блок — Российская академия художеств. 100 лет со дня рождения Б. С. Угарова (1922—1991), художника, президента Академии художеств СССР. Самоклеящаяся, дизайнерская «под холст» Офсет + бронзовая паста + защитный комплекс Без зубцовки | 100 руб. | 7 февраля   | 5 200 | Савина О.                              | [ 7 ]  |
| № 2869                                                                                                   |             | Почтовый блок: 150 лет Государственному историческому музею. Офсет + защитный комплекс | 150 руб. | 9 февраля   | 25 000 | Савина О.                              | [ 8 ]  |
| № 2869-I                                                                                                 |             | Почтовый блок: 150 лет Государственному историческому музею. Офсет + бронзовая паста + конгревное тиснение + защитный комплекс | 150 руб. | 9 февраля   | 5 200 | Савина О.                              | [ 8 ]  |
| № 2870 (Mi #RU 3095) № 2871 (Mi #RU 3096)                                                                |             | Серия «Герои Российской Федерации». - И. С. Груднов (1958—2018) - А. И. Отраковский (1947—2000) | 40 руб.  | 17 февраля  | 75 000 15 000 75 000 15 000 | Бельтюков В.                           | [ 9 ]  |
| № 2872 (Mi #RU 3097)                                                                                     |             | Серия «Кавалеры ордена [За заслуги перед Отечеством]». В. Ф. Яковлев (1932—2018), государственный деятель, юрист | 40 руб.  | 2 марта     | 140 000 10 000 | Московец А.                            | [ 10 ] |
| № 2873 (Mi #RU 3098) № 2874 (Mi #RU 3099) № 2875 (Mi #RU 3100) № 2876 (Mi #RU 3101)                      |             | Серия «Флора России. Цветы. Розы» - Благовест - Полька-бабочка - Феодосийская красавица - Эмми | 59 руб.  | 5 марта     | 66 000 33 000 | Савина О.                              | [ 11 ] |
| № 2877 (Mi #RU 3102)                                                                                     |             | 1100 лет крещению Алании | 50 руб.  | 16 марта    | 120 000 8000 | Капранов С.                            | [ 12 ] |
| № 2878                                                                                                   |             | 100 лет музею Воронцовского дворца в Алупке | 50 руб.  | 17 марта    | 108 000 12 000 | Ульяновский И.                         | [ 12 ] |
| № 2879 (Mi #RU 3104)                                                                                     |             | Межпарламентская Ассамблея государств — участников Содружества Независимых Государств (на почтовой марке изображен графический рисунок Таврического дворца — штаб-квартиры Межпарламентской Ассамблеи СНГ в Санкт-Петербурге) | 50 руб.  | 22 марта    | 108 000 9000 | Капранов С.                            | [ 13 ] |
| № 2880 (Mi #RU 3105)                                                                                     |             | 30 лет Межпарламентской Ассамблее государств — участников Содружества Независимых Государств (надпечатка нового номинала марке № 2204 и текста на полях марочного листа) | 50 руб.  | 22 марта    | 82 500 5500 | Ульяновский И., Милорадова М.          | [ 14 ] |
| № 2881 (Mi #RU 3106)                                                                                     |             | Учебное парусное судно «Херсонес» | 50 руб.  | 25 марта    | 105 000 15 000 | Ульяновский C.                         | [ 15 ] |
| № 2882 (Mi #RU 3107)                                                                                     |             | 150 лет со дня рождения С. П. Дягилева (1872—1929), театрального и художественного деятеля | 55 руб.  | 31 марта    | 120 000 10 000 | Шишкин Г., Савина О.                   | [ 16 ] |
| № 2883 (Mi #RU 3108)                                                                                     |             | Тарифная марка «59 рублей» | 59 руб.  | 5 апреля    | 55 104 000 1 836 800 | Никонов В., Московец А.                | [ 17 ] |
| № 2884 (Mi #RU 3114) № 2885 (Mi #RU 3115) № 2886 (Mi #RU 3116) № 2887 (Mi #RU 3117)                      |             | Серия «Флора России. Ягоды» - Клюква - Кизил - Брусника - Княженика арктическая | 50 руб.  | 15 апреля   | 66 000 33 000 | Бельтюков В.                           | [ 18 ] |
| № 2888 (Mi #RU 3109)                                                                                     |             | Совместный выпуск Администраций связи стран-членов РСС. Парки и сады. Главный ботанический сад им. Н. В. Цицина Российской академии наук | 40 руб.  | 7 апреля    | 120 000 15 000 | Карпова Н.                             | [ 19 ] |
| № 2889 (Mi #RU 3118)                                                                                     |             | 100 лет футбольному клубу «Спартак-Москва» | 25 руб.  | 18 апреля   | 288 000 18 000 | Поварихин А.                           | [ 20 ] |
| № 2890 (Mi #RU 3113) № 2891 (Mi #RU 3110) № 2892 (Mi #RU 3111) № 2893 (Mi #RU 3112)                      |             | Калининградский янтарный комбинат. Изделия из янтаря: - «Гнездо» (1999) - «Гранат» (2005) - «Щелкунчик» (2010) - «Кивер» (2014) | 25 руб.  | 8 апреля    | 150 000 10 000 150 000 10 000 150 000 10 000 150 000 10 000                                                                                 | Бетрединова Х.                         | [ 21 ] |
| № 2894 (Mi #RU 3119)                                                                                     |             | Памятник воинам-дорожникам | 40 руб.  | 22 апреля   | 140 000 10 000 | Поварихин А.                           | [ 22 ] |
| № 2895 (Mi #RU 3120)                                                                                     |             | Серия «Государственные награды Российской Федерации». Орден «За заслуги в культуре и искусстве» | 60 руб.  | 29 апреля   | 84 000 12 000 | Ульяновский И.                         | [ 23 ] |
| № 2896 (Mi #RU 3121)                                                                                     |             | Серия «Кавалеры ордена [За заслуги перед Отечеством]». 100 лет со дня рождения В. А. Этуша (1922—2019), актёра театра и кино | 40 руб.  | 6 мая       | 140 000 10 000 | Московец А.                            | [ 24 ] |
| № 2897 (Mi #RU 3122) № 2898 (Mi #RU 3123) № 2899 (Mi #RU 3124) № 2900 (Mi #RU 3125) № 2901 (Mi #RU 3126) |             | 100 лет органам контрразведки. П. В. Федотов (1901—1963), Е. П. Питовранов (1915—1999), О. М. Грибанов (1915—1992), Г. Ф. Григоренко (1918—2007), И. А. Маркелов (1917—1990) | 40 руб.  | 6 мая       | 37 000 | Бельтюков В.                           | [ 25 ] |
| № 2902 (Mi #RU 3127)                                                                                     |             | 100 лет Государственному биологическому музею имени К. А. Тимирязева | 60 руб.  | 6 мая       | 99 000 11 000 | Капранов С.                            | [ 26 ] |
| № 2903                                                                                                   |             | Почтовый блок — Совместный выпуск Российской Федерации и Республики Беларусь. Российская академия художеств. 150 лет со дня рождения В. К. Бялыницкого-Бирули (1872—1957), художника Мелованная Офсет + бронзовая паста + частичная лакировка + защитный комплекс | 150 руб. | 17 мая      | 25 000 | Савина О.                              | [ 27 ] |
| № 2903A                                                                                                  |             | Почтовый блок — Совместный выпуск Российской Федерации и Республики Беларусь. Российская академия художеств. 150 лет со дня рождения В. К. Бялыницкого-Бирули (1872—1957), художника Самоклеящаяся, дизайнерская «под холст» Офсет + бронзовая паста + защитный комплекс Без зубцовки | 150 руб. | 17 мая      | 5 300 | Савина О.                              | [ 27 ] |
| № 2904 (Mi #RU 3130)                                                                                     |             | 100 лет основанию Всероссийской пионерской организации имени В. И. Ленина | 60 руб.  | 19 мая      | 120 000 15 000 | Ульяновский И.                         | [ 28 ] |
| № 2905 (Mi #RU 3131)                                                                                     |             | 1100 лет принятию ислама Волжской Булгарией | 50 руб.  | 21 мая      | 120 000 8000 | Карпова Н.                             | [ 29 ] |
| № 2906 (Mi #RU 3135) № 2907 (Mi #RU 3134) № 2908 (Mi #RU 3133) № 2909 (Mi #RU 3132)                      |             | Серия «Декоративно-прикладное искусство России». Гжель. - Квасник - Скульптура «Чаепитие» - Шкатулка «Морозко» - Блинница с котом | 25 руб.  | 25 мая      | 150 000 10 000 150 000 10 000 150 000 10 000 150 000 10 000                                                                                 | Бетрединова Х.                         | [ 30 ] |
| № 2910                                                                                                   |             | Почтовый блок — 350 лет со дня рождения Петра I (1672—1725), государственного деятеля | 100 руб. | 9 июня      | 35 000 | Поварихин А.                           | [ 31 ] |
| № 2911 (Mi #RU 3137)                                                                                     |             | 125 лет со дня рождения П. Н. Белюсова (1897—1970), военного деятеля, основоположника службы защиты государственной тайны | 45 руб.  | 15 июня     | 120 000 10 000 | Комса Р.                               | [ 32 ] |
| № 2912 (Mi #RU 3138)                                                                                     |             | Петербургский международный экономический форум | 55 руб.  | 15 июня     | 72 000 8000 | Московец А.                            | [ 33 ] |
| № 2913 (Mi #RU 3139)                                                                                     |             | Российское историческое общество | 50 руб.  | 20 июня     | 120 000 8000 | Карпова Н.                             | [ 34 ] |
| № 2914                                                                                                   |             | Почтовый блок — Серия «Гербы субъектов и городов Российской Федерации». Ханты-Мансийский автономный округ — Югра | 120 руб. | 23 июня     | 25 000 | Московец А.                            | [ 35 ] |
| № 2915                                                                                                   |             | Почтовый блок — 100 лет музею-заповеднику И. С. Тургенева «Спасское-Лутовиново» | 150 руб. | 25 июня     | 25 000 | Савина О.                              | [ 36 ] |
| № 2916 (Mi #RU 3142)                                                                                     |             | Петербургский международный юридический форум | 55 руб.  | 29 июня     | 72 000 9000 | Капранов С.                            | [ 37 ] |
| № 2917 (Mi #RU 3143) № 2918 (Mi #RU 3144) № 2919 (Mi #RU 3145) № 2920 (Mi #RU 3146)                      |             | Серия «Современное искусство России» - А. Н. Базанов «Портрет майора ВВС СССР Н. Базанова. Посёлок Амдерма» (2018) - И. И. Глазунов «Середина лета» (2010) - А. А. Рожников «Сказка о царе Салтане» (2016) - А. А. Федулов «Дворик в Коломне» (1994) | 60 руб.  | 30 июня     | 72 000 12 000 72 000 12 000 72 000 12 000 72 000 12 000                                                                                     | Савина О.                              | [ 38 ] |
| № 2921                                                                                                   |             | Парусное учебное судно «Мир» | 50 руб.  | 1 июля      | 105 000 15 000 | Ульяновский C.                         | [ 39 ] |
| № 2922                                                                                                   |             | День семьи, любви и верности | 25 руб.  | 8 июля      | 459 000 51 000 | Бодрова М.                             | [ 40 ] |
| № 2923 № 2924 № 2925 № 2926                                                                              |             | История отечественного тракторостроения. Колёсные тракторы. - Трактор «Карлик». 1924 г. - Трактор СТЗ-15/30. 1930 г. - Трактор «Владимирец». Т-25А. 1973 г. - Трактор «Кировец». К-7М. 2020 г. | 25 руб.  | 15 июля     | 56 000 28 000 | Бельтюков В.                           | [ 41 ] |
| № 2927                                                                                                   |             | Почтовый блок — 100 лет Республике Саха (Якутия) | 100 руб. | 22 июля     | 23 000 | Ульяновский И.                         | [ 42 ] |
| № 2928 № 2929 № 2930 № 2931                                                                              |             | Серия «К 80-летию Победы в Великой Отечественной войне 1941—1945 гг. Военная форма одежды Красной армии и флота СССР. 1942 г.» - Командир батареи и артиллерист-наводчик - Водитель и начальник автоколонны - Начальник военно-санитарного поезда и санитары - Командир батальона связи и связистка | 30 руб.  | 27 июля     | 120 000 10 000 120 000 10 000 120 000 10 000 120 000 10 000                                                                                 | Ульяновский C.                         | [ 43 ] |
| № 2932                                                                                                   |             | Серия «Русские кораблестроители». 200 лет со дня рождения М. О. Бритнева (1822—1889), инженера-судостроителя, изобретателя первого в мире ледокола | 45 руб.  | 28 июля     | 120 000 8000 | Подобед М.                             | [ 44 ] |
| № 2933                                                                                                   |             | Евразийская экономическая комиссия | 70 руб.  | 29 июля     | 81 000 9000 | Капранов С.                            | [ 45 ] |
| № 2934                                                                                                   |             | 50 лет Мемориальному дому-музею И. И. Левитана | 40 руб.  | 10 августа  | 135 000 9000 | Карпова Н.                             | [ 46 ] |
| № 2935                                                                                                   |             | 300 лет Нижнему Тагилу | 50 руб.  | 12 августа  | 135 000 9000 | Ульяновский И.                         | [ 47 ] |
| № 2936                                                                                                   |             | Почтовый блок — 100 лет Республике Адыгея | 100 руб. | 17 августа  | 23 000 | Ульяновский И.                         | [ 48 ] |
| № 2937 № 2938 № 2939 № 2940 № 2941 № 2942                                                                |             | Города трудовой доблести. - Памятник «Оружейникам Удмуртии, героям трудового фронта Великой Отечественной войны» в Ижевске - Монумент «Узел памяти» в Магадане (скульптор В. Ролдугин и архитектор Н. Лушик) - Памятник омичам-труженикам тыла Великой Отечественной войны 1941—1945 гг. в Омске (скульптор С. Норышев, архитектор И. Вахитов) - Памятник «Героям фронта и тыла» в Саратове (архитектор П. Войс) - Памятник труженикам тыла в Уфе (скульптор А. Ковальчук) - Памятник артиллерийскому тягачу Я-12 в Ярославле | 60 руб.  | 25 августа  | 35 000 | Поварихин А., Бельтюков В.             | [ 49 ] |
| № 2943 № 2944                                                                                            |             | Совместный выпуск Российской Федерации и Республики Армения. К 30-летию установления дипломатических отношений и 25-летию Договора о дружбе, сотрудничестве и взаимной помощи. Архитектура. - Церковь Рождества Пресвятой Богородицы в Ванадзоре - Церковь Святого Креста в Самаре | 70 руб.  | 30 августа  | 80 000 20 000 | Ульяновский И.                         | [ 50 ] |
| № 2945                                                                                                   |             | 450 лет битве при Молодях (на марке изображен портрет князя Михаила Воротынского) | 60 руб.  | 29 августа  | 120 000 10 000 | Бельтюков В.                           | [ 51 ] |
| № 2946                                                                                                   |             | Почтовый блок — 875 лет Москве | 200 руб. | 2 сентября  | 25 000 | Савина О.                              | [ 52 ] |
| № 2947                                                                                                   |             | Почтовый блок — 875 лет Москве (надпечатка текста и номинала на блоке) | 100 руб. | 2 сентября  | 20 000 | Московец А., Милорадова М.             | [ 53 ] |
| № 2948                                                                                                   |             | Международный форум по сохранению тигра. Совместный выпуск почтовых марок между Российской Федерацией и странами, являющимися ареалом тигра (в совместном выпуске почтовых марок участвуют 10 стран: Социалистическая Республика Вьетнам, Королевство Камбоджа, Китайская Народная Республика, Корейская Народно-Демократическая Республика, Малайзия, Лаосская Народно-Демократическая Республика, Республика Союз Мьянма, Российская Федерация, Республика Индия, Республика Индонезия)                                     | 25 руб.  | 5 сентября  | 176 000 22 000 | Ульяновский C.                         | [ 54 ] |
| № 2949                                                                                                   |             | Почтовый блок — 100 лет Чеченской Республике | 100 руб. | 6 сентября  | 23 000 | Ульяновский C.                         | [ 55 ] |
| № 2950 № 2951 № 2952 № 2953 № 2954                                                                       |             | Министерства Российской Федерации. - Министерство внутренних дел Российской Федерации - Министерство иностранных дел Российской Федерации - Министерство обороны Российской Федерации - Министерство финансов Российской Федерации - Министерство юстиции Российской Федерации | 60 руб.  | 8 сентября  | 48 000 16 000 | Поварихин А., Московец А.              | [ 56 ] |
| № 2955 № 2956 № 2957 № 2958                                                                              |             | Квартблок — Архитектурное наследие России. Архитектура Самарской области. - Особняк Неронова - Самарский академический театр драмы имени М. Горького - Комплекс дачи Головкина - Фабрика-кухня завода имени Масленникова | 25 руб.  | 9 сентября  | 30 000 | Московец А.                            | [ 57 ] |
| № 2959                                                                                                   |             | Серия «Морской флот России». Круизный лайнер «Мустай Карим» | 18 руб.  | 9 сентября  | 120 000 15 000 | Бодрова М.                             | [ 58 ] |
| № 2960                                                                                                   |             | 100 лет со дня рождения С. А. Неустроева (1922—1998), Героя Советского Союза | 45 руб.  | 20 сентября | 120 000 12 000 | Мусихина-Белова Д., Комса Р.           | [ 59 ] |
| № 2961                                                                                                   |             | 100 лет государственной санитарно-эпидемиологической службе Российской Федерации | 60 руб.  | 15 сентября | 90 000 10 000 | Поварихин А.                           | [ 60 ] |
| № 2962                                                                                                   |             | Почтовый блок — Совместный выпуск Российской Федерации и Азербайджанской Республики. К 30-летию установления дипломатических отношений. Серия «Природное наследие России». Национальный парк «Самарская Лука» | 150 руб. | 16 сентября | 25 000 | Савина О.                              | [ 61 ] |
| № 2963 № 2964                                                                                            |             | Серия «Атомный ледокольный флот России». - Атомный ледокол «Арктика» - Атомный ледокол «Сибирь» | 18 руб.  | 22 сентября | 120 000 15 000 120 000 15 000 | Бодрова М.                             | [ 62 ] |
| № 2965 № 2966                                                                                            |             | Городской транспорт России. Современные трамваи. - Трамвай модели 71-418 - Трамвай модели 71-628М | 18 руб.  | 27 сентября | 104 000 13 000 | Бодрова М.                             | [ 63 ] |
| № 2967                                                                                                   |             | Серия «Герои Российской Федерации». Герой Российской Федерации С.В. Перец (1969-2002) | 45       | 28 сентября | 75 000 | Бельтюков В.                           |        |
| № 2968                                                                                                   |             | Почтовый блок — 150 лет Центральному музею связи имени А. С. Попова | 150 руб. | 30 сентября | 23 000 | Капранов С.                            | [ 64 ] |
| № 2969                                                                                                   |             | Почтовый блок — 100 лет Кабардино-Балкарской Республике | 100      | 03 октября  | 23 000 | Ульяновский И.                         |        |
| № 2970                                                                                                   |             | 150 лет Всероссийскому обществу спасания на водах | 60 руб.  | 4 октября   | 88 000 11 000 | Бетрединова Х.                         | [ 65 ] |
| № 2971                                                                                                   |             | Всемирный день почты | 25 руб.  | 7 октября   | 360 000 45 000 | Деновски С., Бетрединова Х.            | [ 66 ] |
| № 2972                                                                                                   |             | 100 лет Верховному Суду Российской Федерации | 60 руб.  | 10 октября  | 108 000 9000 | Московец А.                            | [ 67 ] |
| № 2973                                                                                                   |             | Серия «Монастыри Русской православной церкви». Иоанно-Предтеченский скит при ставропигиальном мужском монастыре Введенская Оптина пустынь | 60 руб.  | 14 октября  | 108 000 12 000 | Ульяновский C.                         | [ 68 ] |
| № 2974                                                                                                   |             | Серия «История российской дипломатии». 275 лет со дня рождения А. А. Безбородко (1747—1799), дипломата, канцлера Российской империи | 60 руб.  | 18 октября  | 66 000 11 000 | Селиверстов В., Московец А.            | [ 69 ] |
| № 2975                                                                                                   |             | Серия «История российской дипломатии». 150 лет со дня рождения А. М. Коллонтай (1872—1952), государственного деятеля, дипломата | 60 руб.  | 18 октября  | 66 000 11 000 | Зотеева А., Комса Р.                   | [ 70 ] |
| № 2976 № 2977                                                                                            |             | Серия «Маяки России». - Геленджикский (створный) маяк. 1897 г. Геленджикская бухта. Чёрное море - Маяк «Красный партизан». 1897 г. Татарский пролив | 40 руб.  | 19 октября  | 135 000 9000 135 000 9000 | Бодрова М.                             | [ 71 ] |
| № 2978                                                                                                   |             | 100 лет авиационному конструкторскому бюро «Туполев» | 50 руб.  | 21 октября  | 90 000 10 000 | Поварихин А.                           | [ 72 ] |
| № 2979                                                                                                   |             | Федеральное медико-биологическое агентство России | 40 руб.  | 24 октября  | 96 000 8000 | Московец А.                            | [ 73 ] |
| № 2980 № 2981 № 2982 № 2983 № 2984                                                                       |             | 125 лет со дня рождения Маршалов Советского Союза. - И. Х. Баграмян (1897—1982) - Л. А. Говоров (1897—1955) - И. С. Конев (1897—1973) - К. А. Мерецков (1897—1968) - В. Д. Соколовский (1897—1968) | 60 руб.  | 25 октября  | 108 000 9000 108 000 9000 108 000 9000 108 000 9000 108 000 9000                                                                            | Ульяновский C.                         | [ 74 ] |
| № 2985                                                                                                   |             | Седьмой выпуск стандартных марок «Орлы». 3,5 рубля | 3,5 руб. | 1 ноября    | массовый | Московец А., Никонов В.                | [ 75 ] |
| № 2986                                                                                                   |             | Серия «Кавалеры ордена [За заслуги перед Отечеством]». Кобзон И. Д. (1937—2018) | 40 руб.  | 11 ноября   | 140 000 10 000 | Комса Р.                               | [ 76 ] |
| № 2987                                                                                                   |             | Серия «Национальные проекты России». Экология | 60 руб.  | 11 ноября   | 360 000 45 000 | Громова К., Корнеева М.                | [ 77 ] |
| № 2988 № 2989                                                                                            |             | Курорты Северного Кавказа - Курорт «Архыз» - Курорт «Эльбрус» | 65 руб.  | 18 ноября   | 52 000 13 000 | Мусихина-Белова Д., Карпова Н.         | [ 78 ] |
| № 2990                                                                                                   |             | 100 лет со дня рождения Ю. В. Кнорозова (1922—1999), учёного, историка, этнографа, основателя советской школы майянистики | 40 руб.  | 19 ноября   | 120 000 8000 | Хабловский В.                          | [ 79 ] |
| № 2991                                                                                                   |             | Федеральное агентство по управлению государственным имуществом | 45 руб.  | 22 ноября   | 96 000 8000 | Московец А.                            | [ 80 ] |
| № 2992                                                                                                   |             | Виды спорта. Плавание | 30 руб.  | 22 ноября   | 80 000 10 000 | Капранов С.                            | [ 81 ] |
| № 2993                                                                                                   |             | Почтовый блок — Серия «Российская академия художеств». 100 лет со дня рождения И. М. Рукавишникова (1922—2000), скульптора Офсет + бронзовая паста + частичная лакировка + защитный комплекс | 120 руб. | 24 ноября   | 23 000 | Савина О.                              | [ 82 ] |
| № 2993А                                                                                                  |             | Почтовый блок — Серия «Российская академия художеств». 100 лет со дня рождения И. М. Рукавишникова (1922—2000), скульптора Офсет + бронзовая паста + частичная лакировка + конгревное тиснение + защитный комплекс Без зубцовки | 120 руб. | 24 ноября   | 5 000 | Савина О.                              | [ 82 ] |
| № 2994                                                                                                   |             | Серия «История российской дипломатии». 150 лет со дня рождения Г. В. Чичерина (1872—1936), государственного деятеля, дипломата | 60 руб.  | 24 ноября   | 66 000 11 000 | Зотеева А., Комса Р.                   | [ 83 ] |
| № 2995 № 2996                                                                                            |             | Серия «Арктический Туризм». Село Териберка (село) Мурманской области Офсет + защитный комплекс | 27 руб.  | 25 ноября   | 35 000 | Затологина В., Студия Артемия Лебедева | [ 84 ] |
| № 2995-I - № 2996-I                                                                                      |             | Серия «Арктический Туризм». Село Териберка (село) Мурманской области Офсет + частичная лакировка + защитный комплекс + голографическая фольга (на полях листа) | 27 руб.  | 25 ноября   | 5 000 | Затологина В., Студия Артемия Лебедева | [ 84 ] |
| № 2997                                                                                                   |             | 100 лет окончанию Гражданской войны в России | 60 руб.  | 29 ноября   | 126 000 14 000 | Поварихин А.                           | [ 85 ] |
| № 2998                                                                                                   |             | Серия «Декоративно-прикладное искусство России». Матрёшка | 19 руб.  | 29 ноября   | 396 000 22 000 | Ватолина В., Затологина В.             | [ 86 ] |
| № 2999                                                                                                   |             | Серия «Виды спорта». Шахматы | 30 руб.  | 30 ноября   | 102 000 17 000 | Ульяновский C.                         | [ 87 ] |
| № 3000                                                                                                   |             | Почтовый блок — 125 лет со дня рождения И. И. Дубасова (1897—1988), художника | 150 руб. | 30 ноября   | 25 000 | Ульяновский C., Голованова Н.          | [ 88 ] |
| № 3001                                                                                                   |             | Серия «Большой Кремлёвский дворец». Владимирский зал | 60 руб.  | 30 ноября   | 90 000 15 000 | Никонов В., Савина О.                  | [ 89 ] |
| № 3002 № 3003 № 3004 № 3005 № 3006 № 3007 № 3008 № 3009 № 3010 № 3011                                    |             | Серия «Герои Российской Федерации». - Т. А. Ильгамов (1994—2022) - Д. Н. Исламов (1996—2022) - В. П. Клещенко (1976—2022) - М. А. Концов (1988—2022) - Р. В. Кутузов (1969—2022) - А. Е. Миягашев (1995—2022) - Д. В. Семёнов (1989—2022) - А. И. Старчков (2000—2022) - А. Е. Хамхоев (1991—2022) - О. А. Шипицин (1974—2022) | 45 руб.  | 9 декабря   | 70 000 14 000 70 000 14 000 70 000 14 000 70 000 14 000 70 000 14 000 70 000 14 000 70 000 14 000 70 000 14 000 70 000 14 000 70 000 14 000 | Комса Р.,                              | [ 90 ] |
| № 3012                                                                                                   |             | Почтовый блок — 150 лет Политехническому музею | 150 руб. | 12 декабря  | 23 000 | Капранов С.                            | [ 91 ] |
| № 3013                                                                                                   |             | С Новым годом! Заяц | 27 руб.  | 15 декабря  | 351 000 39 000 | Бетрединова Х., Митрошкина П.          | [ 92 ] |
| № 3014                                                                                                   |             | С Новым годом! Избушка Офсет + защитный комплекс | 19 руб.  | 15 декабря  | 243 000 | Черных С., Корнеева М.                 | [ 93 ] |
| № 3014-I                                                                                                 |             | С Новым годом! Избушка Офсет + голографическая фольга + защитный комплекс | 19 руб.  | 15 декабря  | 27 000 | Черных С., Корнеева М.                 | [ 93 ] |
| № 3015                                                                                                   |             | С Новым годом! (надпечатка нового номинала «48 р.» и дополнительного рисунка на марке № 2049) | 48 руб.  | 15 декабря  | 48 000 6000 | Савина О., Милорадова М.               | [ 94 ] |
| № 3016                                                                                                   |             | Почтовый блок — 100 лет Карачаево-Черкесской Республике | 100 руб. | 20 декабря  | 23 000 | Ульяновский И.                         | [ 95 ] |
| № 3017                                                                                                   |             | Почтовый блок — 100 лет образования Союза Советских Социалистических Республик | 200 руб. | 22 декабря  | 30 000 | Ульяновский C.                         | [ 96 ] |

## Комментарии
1. ↑  Ниже приведён перечень коммеморативных марок (с возможностью сортировки по номиналу, тиражу и дате введения в обращение).